# イタリアン・コネクション
イタリアン・コネクションは、日本のプロレスラーのユニット。

## 概要
2000年からT2PでミラノコレクションA.T.、吉野正人、STEVIE"brother"TSUJIMOTO（現："brother"YASSHI）がヒールとして活動開始。2001年の逆上陸興行でミラノが闘龍門JAPANのドン・フジイの襲撃を受けた事がきっかけでCRAZY-MAXとの抗争が勃発。対抗勢力を作るためにT2P正規軍の近藤修司、八木隆行（現：ベーカリー八木）を勧誘しユニット名をイタリアン・コネクションとして、それぞれリングネームを改名し、イタリア人を自称するようになる。
八木は漁師のギミックで活動していたのでペスカトーレ八木、近藤はローマに実際にあるコンドッティ通りからコンドッティ修司、吉野とbrotherは面倒くさいからYOSSINO、YASSINIに変えさせられた。（YASSINIは本人の希望から「せめてbrotherは残してほしい」ということで"brother"YASSINIとなった）
2002年にベルリネッタ・ボクサー（現：高木省吾）を加えてC-MAXと約1年に渡って抗争を繰り広げるが、ミラノがCIMAとの最終決戦に敗れT2Pが解散。2003年JAPANに合流して「日本人宣言」によって実は日本人であった事を告白する。その後も精力的に活動を続けるが徐々にベビーフェイス化が進み、ヒール志向の強かった近藤、brotherが反発して大鷲透と合流して、はぐれ軍団（後の悪冠一色）を結成、八木、高木もこれに同調して脱退する（八木は後にレフェリー転向）。残ったミラノ、YOSSINOはアンソニー・W・森をメンバーに加えてベビーフェイスとしてDRAGON GATE移籍後も活動していたが2005年にミラノがDRAGON GATEを退団してYOSSINOがBlood Generationに加入してヒールターンして森はPos.HEARTSのリーダーになり、自動的に解散。

## メンバー

### 第1期
- ミラノコレクションA.T.（リーダー）

イタリア・ミラノ出身
- YOSSINO

イタリア・フィレンツェ出身
- "brother"YASSINI

イタリア・ジェノヴァ出身
- コンドッティ修司

イタリア・ローマ出身
- ペスカトーレ八木

イタリア・ナポリ出身
- ベルリネッタ・ボクサー

イタリア・モデナ出身
- ヴェネツィア

ミゼットレスラー。YOSSINOのペットのゴリラ。その後、ドン・フジイに盗まれて、さらにK-ness.に渡る。

### 第2期
- ミラノコレクションA.T.（リーダー）
- YOSSINO
- アンソニー・W・森

イギリス・ロンドン出身